# Unterseeboot 1023
L'Unterseeboot 1023 ou U-1023 est un sous-marin allemand (U-Boot) de type VIIC/41 utilisé par la Kriegsmarine pendant la Seconde Guerre mondiale.
Le sous-marin fut commandé le 13 juin 1942 à Hambourg (Blohm + Voss), sa quille fut posée le 20 mai 1943, il fut lancé le 3 mai 1944 et mis en service le 15 juin 1944, sous le commandement de l'Oberleutnant zur See Wolfgang Strenger.
Il capitula à Weymouth en mai 1945 et fut coulé en janvier 1946.

## Conception
Unterseeboot type VII, l'U-1023 avait un déplacement de 769 tonnes en surface et 871 tonnes en plongée. Il avait une longueur hors-tout de 67,10 m, un maître-bau de 6,20 m, une hauteur de 9,60 m et un tirant d'eau de 4,74 m. Le sous-marin était propulsé par deux hélices de 1,23 m, deux moteurs diesel Germaniawerft M6V 40/46 de 6 cylindres en ligne de 1 400 cv à 470 tr/min, produisant un total de 2 060 à 2 350 kW en surface et de deux moteurs électriques Brown, Boveri & Cie GG UB 720/8 de 375 cv à 295 tr/min, produisant un total 550 kW, en plongée. Le sous-marin avait une vitesse en surface de 17,7 nœuds (32,8 km/h) et une vitesse de 7,6 nœuds (14,1 km/h) en plongée. Immergé, il avait un rayon d'action de 80 milles marins (150 km) à 4 nœuds (7,4 km/h; 4,6 milles par heure) et pouvait atteindre une profondeur de 230 m. En surface son rayon d'action était de 8 500 milles nautiques (soit 15 700 km) à 10 nœuds (19 km/h).
L'U-1023 était équipé de cinq tubes lance-torpilles de 53,3 cm (quatre montés à l'avant et un à l'arrière) et embarquait quatorze torpilles. Il était équipé d'un canon de 8,8 cm SK C/35 (220 coups), d'un canon antiaérien de 20 mm Flak et d'un canon 37 mm Flak en version LM 43U, doté d'un bouclier pliant court sur son Wintergarten supérieur. Il pouvait transporter 26 mines TMA ou 39 mines TMB. Son équipage comprenait 4 officiers et 40 à 56 sous-mariniers.

## Canon antiaérien
Le canon antiaérien automatique de calibre 3,7 cm (LM 43U) est le modèle final de canon de pont utilisé par les sous-marins allemands. C'est une version améliorée du LM42U. Il est installé sur les sous-marins U-249, U-826, U-977, U-1023, U-1171, U-1305 et U-1306.
Le canon 3,7 cm Flak M42U présente la version navale du 3,7 cm Flak 36/37 utilisé par la Kriegsmarine sur les navires de surface et M42U également sur les U-Boote de type VII et de type IX. L'U-1165 est équipé de deux canons 2 cm Flak 30/38/Flakvierling doté d'un bouclier pliant court, fixé sur la partie supérieure du Wintergarten.
La version M43U est utilisée par certains sous-marins (U-190, U-250, U-278, U-337, U-475, U-853, U-1058, U-1105, U-1109, U-1165 et U-1306).

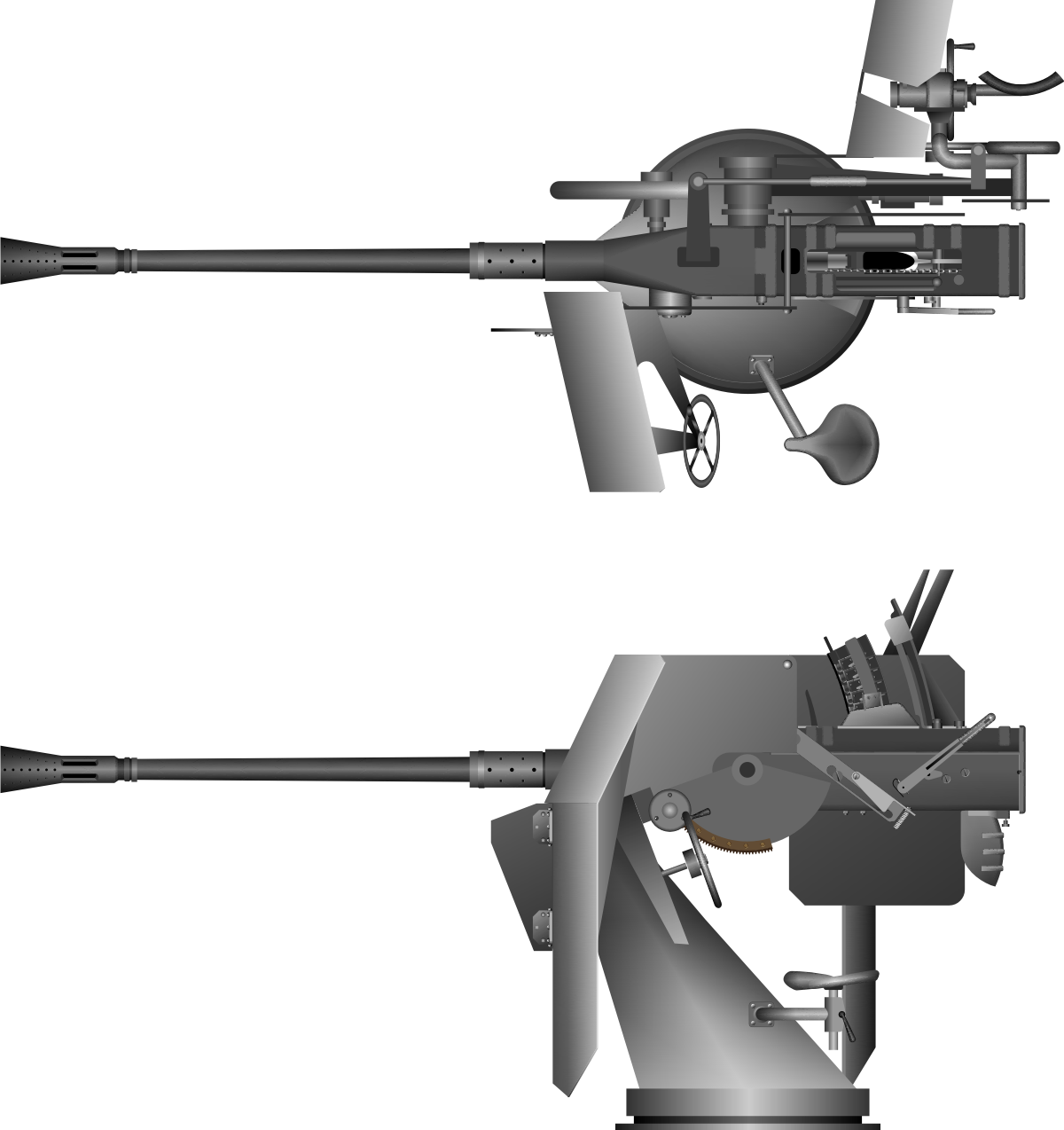
Canon 3,7 cm Flak M42U dans la version LM43U.
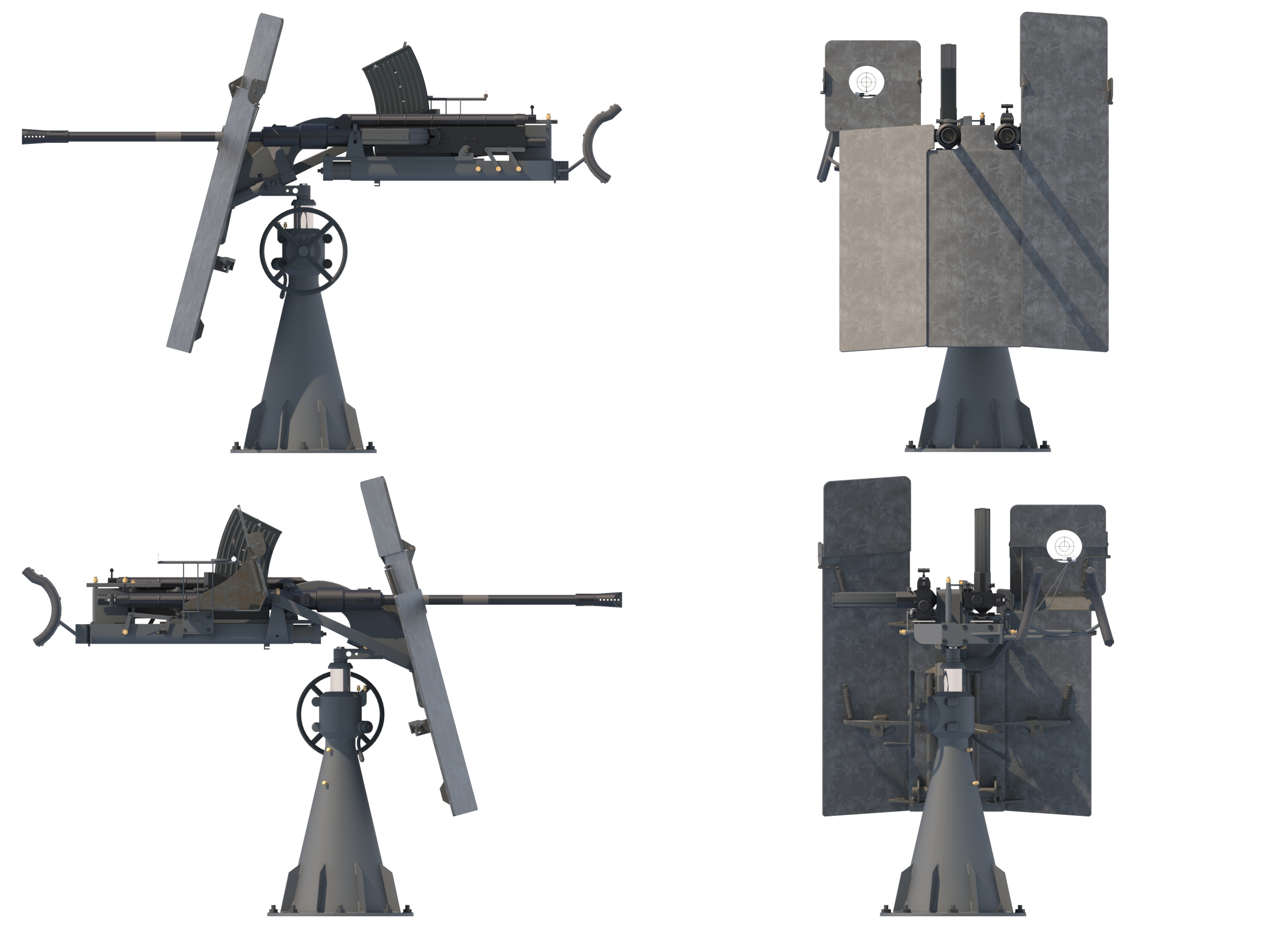
Canon 2 cm Flak C38 sur la version M 43U Zwilling doté d'un bouclier pliant court.

## Historique
Il effectue son temps d'entraînement initial dans la 31. Unterseebootsflottille jusqu'au 28 février 1945, puis il rejoint son unité de combat dans la 11. Unterseebootsflottille.
L'U-1023 est équipé d'un schnorchel au début de l'année 1945.
Sa première patrouille est précédée de courts passages à Kiel, Horten et Bergen. Elle commence le 25 mars 1945 au départ de Bergen pour les côtes britanniques, au large des Cornouailles. Le 23 avril 1945 à 15 h 35, l'U-1023 tire deux torpilles LUT sur le convoi TBC-135 au large de St. Ives dans la Manche. Le cargo britannique Riverton est endommagé et s'échoue dans la baie Saint-Ives. Il est remorqué à Swansea en août 1945, réparé et reprend le service.
Le 7 mai 1945 à 21 h 45, l'U-1023 torpille et coule un dragueur de mines norvégien de la baie de Lyme. Le navire coule en deux minutes, emportant le commandant et 21 membres d'équipage. Dix survivants blessés sont pris en charge par les HNoMS NYMS-379 et HNoMS NYMS-381 du 3e Minesweeping Unit stationnée à Cherbourg, à laquelle le dragueur de mines appartenait également.
Trois jours plus tard, le navire se rend à Weymouth, en Angleterre. Après la guerre, le submersible est utilisé comme navire d'exposition sur la côte ouest de la Grande-Bretagne avec le fanion N 83. Il est exposé notamment dans les ports de Plymouth, Brixham, Falmouth, Bristol, Swansea, Liverpool, Holyhead, Manchester, Fleetwood, Belfast, Glasgow, Greenock, Rothsay et Oban. Plusieurs centaines de milliers de visiteurs voient l'U-Boot pendant cette période.
Fin 1945, il est transféré au point de rassemblement de Lisahally via le Loch Ryan en vue de l'opération alliée de destruction massive d'U-Boote (Deadlight). 
L'U-1023 coule pendant son remorquage le 7 janvier 1946 (ou le 8 janvier selon une autre source) à la position 55° 49′ N, 8° 24′ O.

## Affectations
- 31. Unterseebootsflottille du 15 juin 1944 au 28 février 1945 (Période de formation).
- 11. Unterseebootsflottille du 1er mars 1945 au 8 mai 1945 (Unité combattante).

## Commandement
- Oberleutnant zur See Wolfgang Strenger 15 juin 1944 au 9 mars 1945.
- Kapitänleutnant Heinrich-Andreas Schroeteler du 10 mars 1945 au 10 mai 1945 (Croix de fer).

## Patrouilles
|       | Commandant                          | Départ          | Départ | Arrivée         | Arrivée      | Jours    | Succès  |
| ----- | ----------------------------------- | --------------- | ------ | --------------- | ------------ | -------- | ------- |
|       | Oblt. Wolfgang Strenger             | 20 février 1945 | Kiel   | 23 février 1945 | Horten       | 4 jours  |         |
|       | Oblt. Wolfgang Strenger             | 2 mars 1945     | Horten | 9 mars 1945     | Bergen       | 8 jours  |         |
| 1     | Kptlt. Heinrich-Andreas Schroeteler | 25 mars 1945    | Bergen | 10 mai 1945     | Weymouth, UK | 47 jours | 7 680   |
| Total | Total                               | Total           | Total  | Total           | Total        | 59 jours | 7 680 t |

Note : Oblt. = Oberleutnant zur See - Kptlt. = Kapitänleutnant

## Navires coulés
L'U-1023 a coulé 1 navire de guerre de 335 tonneaux et a endommagé 1 navire marchand de 7 345 tonneaux au cours de l'unique patrouille (59 jours en mer) qu'il effectua.
| Date          | Nom            | Nationalité               | Tonnage | Convoi  | Fait      | Localisation        |
| ------------- | -------------- | ------------------------- | ------- | ------- | --------- | ------------------- |
| 23 avril 1945 | Riverton       | Royaume-Uni               | 7 345   | TBC-135 | Endommagé | 50° 25′ N, 5° 25′ O |
| 7 mai 1945    | HNoMS NYMS-382 | Marine royale norvégienne | 335     | -       | Coulé     | 50° 22′ N, 3° 09′ O |